# IOS 12
iOS 12 là phiên bản thứ mười hai của hệ điều hành iOS, được thiết kế và phát triển bởi Apple Inc., kế nhiệm cho iOS 11. Phiên bản này đã được công bố tại Hội nghị nhà phát triển toàn cầu Apple WWDC 2018 diễn ra vào ngày 4 tháng 6 năm 2018. Apple chưa thay đổi nhiều về giao diện trong phiên bản này mà họ chỉ tập trung vào nâng cấp hiệu năng cũng như hiệu suất, cải thiện và tăng tốc độ xử lý trên thiết bị mà phiên bản tiền nhiệm của nó chưa đáp ứng được.

## Các tính năng dành cho hệ thống

### Hiệu suất
Apple cho biết hiệu năng của iOS 12 sẽ cao hơn rất nhiều so với iOS 11 chạy cùng thiết bị. Với tốc độ mở camera nhanh hơn 70%, tốc độ mở bàn phím nhanh hơn 50% và ứng dụng khởi động nhanh gấp 2 lần với khối lượng công việc nặng sẽ thực hiện công việc một cách hiệu suất và hiệu quả vượt trội (Apple sử dụng iPhone 6 Plus để kiểm tra hiệu suất).

### Thời gian sử dụng
Apple đã thêm tính năng trong phần cài đặt cho phép người dùng theo dõi bao nhiêu thời gian họ sử dụng trên thiết bị của họ và những gì họ đang làm. Người dùng còn có thể giới hạn thời gian sử dụng của từng ứng dụng. Hệ thống sẽ cung cấp dữ liệu chia thành các thể loại và khung thời gian.

### Phím tắt
Một ứng dụng dành cho iOS 12 cho phép người dùng để thiết lập các phím tắt. Phím tắt sẽ bao gồm những hành động tự động mà người sử dụng có thể hỏi Siri để thực hiện chúng.

### ARKit 2
ARKit đã được nâng cấp lên phiên bản thứ hai cho phép người dùng có khả năng chia sẻ những gì họ xem với iPhone khác, không những vậy ARKit 2 còn được tích hợp hiệu quả để tạo nên ứng đụng ‘Đo’ và Camera giờ đây cũng đã nhận diện được mặt đất giúp cho người dùng có thể thăng bằng để có được những bức hình không bị nghiêng và đẹp nhất có thể

### CarPlay
CarPlay cũng đã được cập nhật nâng cấp lên để người dùng có thể sử dụng các ứng dụng bên thứ ba cung cấp, mang đến cho tài xế nhiều lựa chọn hơn với trải nghiệm quen thuộc trên đường khi họ đang lái xe.

### Dành cho iPad
Những cử chỉ thao tác như vuốt từ bên phải để xem thanh điều khiển hay vuốt bên trái để xem thông báo, đa nhiệm... mới có trên iPhone X giờ đây đã được Apple đem lên iPad với iOS 12.

### Siri
Một cách nhanh hơn để làm những việc bạn làm thường xuyên nhất. Khi Siri biết được thói quen của bạn, bạn sẽ nhận được các phím tắt được đề xuất chỉ cho những gì bạn cần, vào đúng thời điểm, trên màn hình khóa hoặc trong mục tìm kiếm.
Siri có thể dịch các cụm từ sang nhiều ngôn ngữ hơn với 40 cặp ngôn ngữ được hỗ trợ, biết được các người nổi tiếng, sự kiện mới sắp diễn ra. Siri cũng có thể trả lời được các câu hỏi về thức ăn nhờ nguồn cơ sở dữ liệu của USDA. Siri còn có thể giúp bạn tìm kiếm bất kỳ mật khẩu nào.

### Các bộ từ điển mới
Apple đã thêm 3 từ điển ngôn ngữ mới: từ điển song ngữ tiếng Ả Rập và tiếng Anh, từ điển song ngữ tiếng Hindi và tiếng Anh và từ điển tiếng Do Thái.

### Bàn phím
Với iOS 12, những thiết bị không hỗ trợ 3D Touch (iPhone 5s, iPhone 6/6 Plus, iPhone XR, iPhone SE, iPod Touch thế hệ 6, các dòng iPad) có thể di chuyển con trỏ văn bản bằng cách giữ phím cách và kéo khắp bàn phím.

## Các tính năng dành cho ứng dụng

### Nâng cấp dành cho Tin nhắn
Sau Animoji, Apple giới thiệu thêm một tính năng nữa, đó là “Memoji” cho phép người dùng để tạo ra một nhân vật Animoji của chính bản thân mình. Apple cũng giới thiệu thêm bốn mẫu Animoji mới là Gấu Túi (Koala), Hổ (Tiger), Ma (Ghost) và Khủng Long (T-Rex). Nhưng những tính năng này chỉ sử dụng được trên iPhone X trở lên.
Animoji khi đã cập nhật trên iOS 12 đã có thể phát hiện bạn đang lè lưỡi hay nháy mắt và chúng có thể làm theo. Bạn cũng có thể quay Animoji với thời gian lên tới 30 giây thay vì 10 giây như iOS 11.

### Cập nhật dành cho FaceTime
FaceTime giờ đây đã có thể gọi nhóm lên tới 32 người, người đang dùng FaceTime có thể thêm người vào cuộc gọi nhóm bất cứ lúc nào. Facetime giờ đây đã có chế độ xem tiêu điểm, khi có ai đó đang nói, hình ảnh của người đó sẽ hiện ra giữa màn hình. Bạn cũng có thể sử dụng Animoji hay Memoji trong cuộc gọi FaceTime. Tuy nhiên, Apple đang dần dần bỏ đi tính năng này vì có thể làm cho máy giật, lag. Mới đây, cuộc gọi FaceTime nhóm đang trở lại trên iOS 12.1 beta 

### Ứng dụng Đo (Measure)
Apple đã cho ra mắt ứng dụng Đo - đo đồ vật trên thiết bị di động một cách chính xác bằng công nghệ tăng cường thực tế.

### Nâng cấp thư viện ảnh
Thư viện ảnh trên iOS 12 đã bổ sung thêm tab mới là "Cho Bạn". Tab "Cho Bạn" hiển thị cho bạn những khoảnh khắc tuyệt vời từ thư viện ảnh của bạn và những đề xuất thông minh, chia sẻ ảnh với những người trong đó. Nếu người nhận đang sử dụng iOS 12 thì họ cũng sẽ được nhắc chia sẻ ảnh của họ từ sự kiện với bạn.
Apple cũng đã thêm tính năng cho thư viện ảnh của mình, đó là mục tìm kiếm. Bạn chỉ cần gõ một sự kiện, người hay địa điểm nào đó của bức ảnh vào thanh tìm kiếm, máy sẽ đưa ra những đề xuất cho bạn về những bức ảnh đó.
Tab "Album" cũng đã được thiết kế lại, giúp chúng ta có thể tìm và chia sẻ album nhanh hơn và hiệu quả hơn.

### Thông báo
Các thông báo cùng một ứng dụng sẽ được gộp lại thành một nhóm và cũng sẽ xuất hiện thêm tab “quản lý” để xoá hoặc bật không làm phiền.

### Chế độ Không làm phiền
Do Not Disturb (Chế độ Không làm phiền) hiện có tính năng "Không làm phiền khi đi ngủ" để tự động gửi thông báo tới lịch sử, gửi cuộc gọi tới thư thoại (có thể thay đổi thành Ưa thích/Cuộc gọi lặp lại) và để màn hình tối hơn dễ nhìn hơn.

### Ghi âm
Ứng dụng Ghi âm đã được thay đổi icon mới và đã được đưa vào iPad cùng với việc được tích hợp thêm iCloud giúp bạn có thể truy cập bản ghi âm của mình ở mọi nơi.

### Chứng khoán
Ứng dụng Chứng khoán đã được thiết lại một giao diện hoàn toàn mới. Ứng dụng Chứng khoán mới trên iOS giúp bạn theo dõi được thị trường với việc báo giá cổ phiếu một cách trực tiếp bằng biểu đồ. Apple cũng đã tích hợp thêm Apple News vào ứng dụng để theo dõi báo cáo tài chính.

### Apple Books
iBooks được Apple đổi tên thành Apple Books. Ứng dụng có một thiết kế hoàn toàn mới giúp người dùng khám phá, đọc, nghe những cuốn sách và audiobook yêu thích của mình dễ dàng hơn. Apple Books cũng có sẵn chế độ Dark Mode.

### Camera
Camera trên iOS 12 giúp cải thiện ánh sáng chân dung, cải thiện trình đọc mã QR và có thêm API mới cho nhà phát triển bên thứ ba cho phép tách các lớp trong ảnh, chẳng hạn như tách nền khỏi nền trước.

### Bản đồ
Apple Maps đã được làm lại từ đầu bằng cách dựa vào dữ liệu bản đồ của chính Apple thay vì sử dụng dữ liệu bản đồ do bên thứ ba cung cấp. Điều này cho phép định hướng và dự đoán chính xác hơn trên các tuyến đường nhanh nhất. Các bản đồ mới đã được tung ra theo từng phần và Apple dự kiến sẽ cập nhật toàn bộ Hoa Kỳ vào cuối năm 2019. Kể từ tháng 4 năm 2019, Arizona, California, Hawaii và New Mexico là các bang duy nhất có dữ liệu bản đồ hoàn toàn của bên thứ nhất.

## Các thiết bị được hỗ trợ
| - iPhone 5S - iPhone 6 - iPhone 6 Plus - iPhone 6S - iPhone 6S Plus - iPhone SE (thế hệ thứ nhất) - iPhone SE - iPhone 7 - iPhone 7 Plus - iPhone 8 - iPhone 8 Plus - iPhone X - iPhone XS - iPhone XS Max - iPhone XR | - iPod Touch (thế hệ 6) - iPod Touch (thế hệ 7) | - iPad Air - iPad Air 2 - iPad Air (thế hệ 3) - iPad (thế hệ 5) - iPad (thế hệ 6) - iPad Mini 2 - iPad Mini 3 - iPad Mini 4 - iPad Mini (thế hệ 5) - iPad Pro 9.7 inch - iPad Pro 10.5 inch - iPad Pro 11 inch - iPad Pro 12.9 inch (thế hệ 1) - iPad Pro 12.9 inch (thế hệ 2) - iPad Pro 12.9 inch (thế hệ 3) |